# Euripus genestieri
Euripus genestieri är en fjärilsart som beskrevs av Charles Oberthür 1903. Euripus genestieri ingår i släktet Euripus och familjen praktfjärilar. Inga underarter finns listade i Catalogue of Life.